# El Adjiba
El-Adjiba ou Aâdjiva  chef lieu est une commune de la wilaya de Bouira (Thouviret en kabyle) en Algérie faisant partie de la daïra de Vachlul (Bechloul) dans la région de Kabylie. Elle comporte les villages suivants : Agouilal, Thakaâth (crête rouge), Semache, Hagui, Ahnif Nath Yaâla (chréa), Vouakkache, azaknoun, thamra, amalou en plus du chef lieu de la commune A3iva en l'occurrence.

## Géographie
Elle est issue du découpage administratif de 1984, traversée par la RN N°5 et par l’autoroute est-ouest ainsi que la voie ferrée Alger-Constantine.
Elle est située sur l'important axe Alger-Constantine, à environ 146 kilomètres d'Alger. la commune est reliée au moyen d'une bretelle à l'autoroute est-ouest.
Le chef-lieu de la Wilaya, Bouira, se trouve à une vingtaine de kilomètres au sud-ouest.
La commune est limitée au nord par la wilaya de Tizi-Ouzou du côté d'Agouilal, au nord-est par la commune de Saharidj (wilaya de Bouira), à l’est par la commune de M’chedallah et Ahnif, au sud par les communes d'Ath-lakser et Ath-rached, enfin par Vachlul à l'ouest.
La population d'Aâdjiva ne dépasse pas les 18000 habitants dans sa totalité, la ville est le chef-lieu de la commune du même nom.
Elle est équipée d'un centre de santé, d'une brigade de gendarmerie, de deux C.E.M. (collèges), un lycée, un centre de formation professionnel, une gare ferroviaire datant de l'époque coloniale. On y trouve également un centre culturel et une usine PLÂTRE .

## Économie
Son économie repose essentiellement sur l’agriculture, basée principalement sur l’oléiculture, où l'on recense d'innombrables oliveraies à travers toute la commune.
L’industrie y est très peu développée, du fait de l'absence de zones d'activités, malgré sa situation géographique. En effet Aâdjiva est géographiquement située au centre de la Kabylie et est le carrefour le plus important de la région et la vallée de la Soummam en particulier.
Mise à part l’usine du plâtre situé à deux kilomètres d'Aâdjiva et la station hydroélectrique d'Agouilal, la commune ne possède pas d'autres ressources en vue de développer son activité économique.